# Air Armorique
Air Armorique  (code OACI : RMQ, indicatif radio : ARMORIQUE)'' était une compagnie aérienne française, basée sur l'aéroport de Saint-Brieuc dans le département des Côtes d'Armor en Bretagne, effectuant du transport à la demande et appartenant à Noël Le Graët, alors industriel agroalimentaire breton et président du club de football breton En Avant Guingamp (EAG).

## Histoire
A l'instar de nombreux dirigeants d'entreprises notamment comme Gérard Bourgoin (patron du groupe de poulet Duc, patron de la compagnie Chaillotine Air Service, Vice-Président de 1978 à 2000 de l'AJ Auxerre et Président du club de 2011 à 2013, Président de la Ligue de football professionnel de 2000 à 2002), Noël Le Graët, lui même industriel agroalimentaire et président du club En Avant de Guingamp a créé en avril 1992 sa propre compagnie d'avion-taxi basée sur l'aéroport de Saint-Brieuc. 
La compagnie permet ainsi ses déplacements, les déplacements professionnels au sein du groupe Le Graët mais également aux industriels de la région. 
La compagnie a commencé à voler sous pavillon de la compagnie Air Sarthe Organisation (ASO) avant d'avoir sa propre licence de transport aérien.
Le siège social de la compagnie est établi dans les locaux de l'entreprise Celtigel à Plélo.
Sa fille, Carole Le Graët en est la directrice.
Une société de travaux aérien du même nom créée par Henri Kersauzon et basée sur l'aéroport de Morlaix a existé de 1979 à 1981, année de sa liquidation judiciaire. Elle possédait un Piper PA-18 immatriculé F-BSEC et un Robin HR-200 Club immatriculé F-BXJG.

## Flotte
La compagnie a eu en flotte:
- Beechcraft King Air 65-A90 immatriculé F-GEDV[10]
- Falcon 20